# Узбекистан на Играх исламской солидарности
Узбекистан принимает участие в Играх исламской солидарности, начиная с Игр 2017 года.
За все Игры спортивные делегации Узбекистана завоевали всего 220 медалей, из них 66 золотых, в медальном зачёте занимают 4-е место.

## Медальный зачёт
С учётом результатов Игр 2021 года.
| Игры       | Золото         | Серебро        | Бронза         | Всего          | Место          |
| 2005, 2013 | не участвовали | не участвовали | не участвовали | не участвовали | не участвовали |
| Баку 2017  | 15             | 17             | 31             | 63             | 4              |
| Конья 2021 | 51             | 42             | 65             | 158            | 2              |
| Всего      | 66             | 58             | 96             | 220            | 4              |